# ТВ Дуга САТ
ТВ Дуга САТ је кабловска телевизија. Она емитује народну музику, музичке емисије и информативни програм 24 часа. ТВ Дуга САТ је једна је од најгледанијих српских телевизија у дијаспори. Седиште телевизије је у Новом Саду и Београду. Почела је са радом 1997. године регистрацијом у Сремској Митровици, а са емитовањем програма 15. јануара 1998. године. После бомбардовања 1999. године телевизија је пресељена у Нови Сад, где је настављено емитовање програма до 2008. године. Од јануара 2008. године почела је да емитује програм из студија у Београду, путем сателита Eutelsat W2 за Европу, а путем интернета преко интернет сајта Balkaniyum за цео свет. Од децембра 2009. године је почела са емитовањем програма у Америци путем највећег сателитског провајдера GlobeCast World TV-a у САД. У Србији се програм ТВ Дуга САТ гледа путем кабловских система, сателитских антена и Тотал ТВ-а.

## Емисије
- Јутарњи програм ТВ Дуга САТ
- Гусларско јутро
- Гусларска ноћ
- Информатор
- Музика је мој живот
- Квиз
- Вести
- Дугина жељотека
- Добро вече роди крај
- Фолк на метар
- Лек за душу
- Мелодија вам представља
- На чашици разговора
- На звезданом путу
- Наш гост
- Наши у дијаспори
- Пољопривреда данас
- Шта штампа штампа?
- Сви смо ми звезде
- Вече изворне музике
- Песма као лек
- Забавна минута